# Jürgen Basedow
Jürgen Basedow (* 29. September 1949 in Hamburg; † 6. April 2023 ebenda) war ein deutscher Rechtswissenschaftler und Direktor am Max-Planck-Institut für ausländisches und internationales Privatrecht in Hamburg (1997–2017) sowie Professor an der Universität Hamburg. Von 2004 bis 2008 war Basedow Vorsitzender der Monopolkommission.

## Werdegang
Basedow studierte von 1969 bis 1974 an der Universität Hamburg, an der Universität Genf und an der Universität Pavia. 1981 erwarb er einen Master of Laws der Harvard University. 1979 wurde er mit einer Arbeit zur Anerkennung von Auslandsscheidungen an der Universität Hamburg promoviert und habilitierte sich dort 1986 über den Transportvertrag. 1987 erhielt er einen Ruf an die Juristische Fakultät der Universität Augsburg, deren Dekan er 1993–1994 war. Ab 1995 lehrte er an der Freien Universität Berlin, bis er 1997 Direktor des Max-Planck-Instituts für ausländisches und internationales Privatrecht in Hamburg wurde.
Gastprofessuren führten Basedow an die Universität Ferrara, Universität Genua, Universität Lyon III, University of Oxford, Université Panthéon-Assas, University of Pittsburgh, Erasmus-Universität Rotterdam, Universität Tunis und New York University. Seit 2002 ist er ordentliches Mitglied der Academia Europaea.

## Forschungsschwerpunkte und Auszeichnungen
Basedows Forschungsschwerpunkte lagen im internationalen Privatrecht, im europäischen Privat- und Wirtschaftsrecht, insbesondere Wettbewerbsrecht, Transport- und Verkehrsrecht und im Versicherungsrecht. Er gab den Münchener Kommentar zum Handelsgesetzbuch und eine Monografie zum europäischen Versicherungsvertragsrecht mit heraus.
Basedow wurde 1979 mit der Otto-Hahn-Medaille der Max-Planck-Gesellschaft ausgezeichnet, hielt eine Ehrendoktorwürde der Universität Stockholm und eine Ehrenprofessur der Jiaotong-Universität Xi’an. Im Jahre 2012 verliehen ihm die Leuphana Universität Lüneburg und die Staatliche Universität Tiflis die Ehrendoktorwürde.
2017 wurde er emeritiert.

## Video
- Should Different Types of Methodology in Comparative Legal Research Be Combined into One Method? – Video zu Jürgen Basedows Forschung (Latest Thinking)

| Personendaten    | Personendaten                   |
| ---------------- | ------------------------------- |
| NAME             | Basedow, Jürgen                 |
| KURZBESCHREIBUNG | deutscher Rechtswissenschaftler |
| GEBURTSDATUM     | 29. September 1949              |
| GEBURTSORT       | Hamburg                         |
| STERBEDATUM      | 6. April 2023                   |
| STERBEORT        | Hamburg                         |